# Andkhoy
Andkhoy (en persa, اندخوى [Andkhvoy]; en paixtu, اندخوى [Andkhōy]) és una ciutat de l'Afganistan, capital del districte d'Andkhoy a la part nord de la província de Faryab i amb frontera (oest i nord) amb Turkmenistan. Està a 316 metres sobre el nivell de la mar i a uns 50 km del riu Oxus o Amudarià. La població el 2004 era de 37.200 habitants (25.000 vers 1950). A la seva vora té el riu Andkhoy o Shirin Tagab. El seu renom deriva d'haver estat el centre del comerç de l'astracan (karakul). La comarca és fèrtil però poc sana per les arenes calentes, l'agua no potable, les mosques i els escorpits.

## Història
La ciutat reivindica haver estat fundada per Alexandre el Gran. Els autors àrabs i musulmans l'esmenten sota diferents noms: Andakhudh, Addakhud i al-Nakhud. Estava situada entre Herat i Bukhara i era considerada part de Khurasan.
Al segle xvi s'hi va establir un kanat uzbek. El kan Ali Mardan hi governava des de vers el 1730; el 1737-1738 Nadir Shah hi va enviar el seu fill Riza Kuli a través de Badghiz i Marcha o Merchivak, per castigar-lo, ja que segons sembla estava aliat als afganesos. Les tribus nòmades del territori van abandonar a Ali Mardan i aquest fou derrotat i fet presoner sent enviat a Nadir; aquest llavors va capturar Akhsi i Shaburgan (Shabirghan) i va avançar cap a Balkh. El va succeir Sulayman Khan. Després de la mort de Nadir Shah (1747) i després de cins anys en què no se sap que va passar però possiblement es va sotmetre a Bukharà, va caure en mans d'Ahmad Shah Durrani (vers 1752) i va conservar la lleialtat la dinastia. Sota el seu successor Timur Shah (1772-1793) la khutba era llegida en nom d'aquest emir però la governava Rahmatullah de la tribu afxar (des de 1790) que va morir en lluita contra tropes de Shah Murad de Bukharà (1799-1826) el 1812. El va succeir el seu fill Ilduz Khan que governava ja quan Izzetullah va estar a la ciutat (1812); diu que tenia un exèrcit d'un miler d'homes i devia ser independent, ja que no pagava tribut a cap sobirà.
Vers el 1824 va caure sota control de Bukharà i ho va restar fins al 1847. Moorcroft hi va morir el 1825. Rustem o Rustam Khan, kan de Shibarghan, que estava casat amb a una filla de Mihrab Khan de Maimana, es va sentir fort per aquesta aliança i el 1845 va expulsar al kan d'Andkhoy, Jazanfar Khan Afxar (que era vassall de Bukharà); l'emir de Bukharà el va convèncer per restaurar a Jazanfar al cap de poc; aquest va retornar però va deixar els afers en mans del seu gendre Mahmud Khan de Sar-i Pol (1840-1851); quan el 1847 Rustam va imposar altre cop al seu agent Safi Khan Afxar (nebot de Jazanfar) a Andkhoy, Mahmud es va aliar amb els governadors de Mazar (Mazar-i Sharif), Balkh i Akhsi i va marxar contra Andkhoy i Shibarghan. Safi Khan es va rendir a Andkhoy mentre que Rustam Khan era atacat a Shibarghan i els habitants es van voler rendir perquè les seves collites havien estat destruïdes i havia començat a notar-se l'escassetat.
Jazanfar va recuperar el poder Andkhoy i es va declarar vassall del Mir Wali de Khulm, i de l'emir de Bukharà. Shibargan es va haver de rendir a Mahmud Khan que va nomenar com a governador del kanat al seu germà Husayn mentre Rustam i Sufi foren enviats presoners a Bukharà. L'emir no obstant va ajudar a Rustam a recuperar el poder a Shibarghan (1849).
Poc després (1850) l'emir Yar Muhammad d'Herat en el seu camí cap a l'Oxus va arribar a la zona amb 20.000 homes i es va apoderar de Maimana, Andkhoy, Akhsi i Shibarghan. La conquesta d'Andkhoy va comportar un setge de quatre mesos i la destrucció de la ciutat. Jazanfar va poder restar com a kan, però ara vassall d'Herat. Yar Muhammad va conservar el control dels tres kanats fins a la seva mort. La majoria dels seus habitants que no van poder fugir foren morts pels afganesos. El 1863 la va visitar l'hongarès Vambery quan la governava Jazanfar Khan; Vambery diu que el districte estava enfrontat a Maimana i Bukharà i la ciutat tenia 2000 cases i 3000 tendes repartides per una gran superfície sent la població d'uns 15.000 habitants, principalment turcmans.
El 1873 l'acord fronterer entre Anglaterra i Rússia va assignar el territori a l'Afganistan i el 1880 el kanat fou formalment annexionat. El 1885 la sobirania afganesa fou confirmada per la comissió.
La ciutat va viure com una petita vila de província fins al 1959 quan es va començar a construir a la part oriental de l'antiga ciutat i es van crear algunes infraestructures, però com que els propietaris no van voler cedir terrenys per ampliar el desenvolupament, el pla urbanístic va fracassar. El 1973 només el 13% de les cases disposava d'electricitat a la nit i no hi havia aigua corrent ni clavegueram.
Actualment la situació no ha millorat; els pous produeixen aigua a 15 metres però de mala qualitat i salada; els motors només funciones uns 20 dies i s'han hagut de construir dipòsits. Escoles separades existien abans dels talibans i la de noies es va reobrir el 2001. Els estudiants i mestres eren prou nombrosos pel districte i tres districtes veïns (1000 mestres i 40000 estudiants abans de la guerra, uns 25000 estudiants actualment); com que les escoles són a la ciutat, els estudiants arriben d'arreu del districte i dels veïns i només una part són de la mateixa ciutat. Les escoles es van poder establir amb ajut de l'estat d'Hamburg a Alemanya (1988). Les comunicacions amb les ciutats veïnes són dolentes i la ciutat està mal comunicada. Hi ha un aeroport a uns 6 km a l'est.

## Kans de Andkhoy
- 1730/31 - 1738 Ali Mardan Khan
- 1738 - 1790 Sulayman Khan (el 1750 Mukhless Khan)
- 1790 - 1812 Rahmatullah Khan
- 1812 - 1830 Yulduz Khan
- 1830 - 1835 Abd'al Aziz Khan
- 1835 - 1844 Shah Wali Khan
- 1844 - 1845 Ghazanfar Khan
- 1845 Sufi Khan
- 1845 - 1847 Ghazanfar Khan (segona vegada)
- 1847 Sufi Khan (segona vegada)
- 1847 - 1869 Ghazanfar Khan (tercera vegada)
- 1869 - 1880 Dawlat Beg Khan